# Chmura niewiedzy
Chmura niewiedzy (Obłok niewiedzy, ang. Cloud of Unknowing) – anonimowe dzieło mistyczne napisane w Anglii, najprawdopodobniej w latach 1350–1380. Jest pierwszym zapisem doświadczeń mistycznych dokonanym w języku narodowym (w dialekcie północno-wschodnim). Chmura niewiedzy będąca zaadresowanym do młodego adepta praktycznym podręcznikiem życia kontemplacyjnego, zachowała się jedynie w 18 rękopisach, z których najstarszy pochodzi z XV wieku.